# Lengenbachit
Lengenbachit ist ein sehr selten vorkommendes Mineral aus der Mineralklasse der „Sulfide und Sulfosalze“. Es kristallisiert im triklinen Kristallsystem mit der chemischen Zusammensetzung Pb6(Ag,Cu)2As4S13 und entwickelt flache, dünne, häufig gewellte Tafeln von bis zu 4 cm Größe von stahlgrauer Farbe mit irisierenden Effekten.

## Etymologie und Geschichte
Erstmals gefunden wurde Lengenbachit 1904 in der „Grube Lengenbach“ im Binntal (Kanton Wallis, Schweiz) und beschrieben durch R. H. Solly, der das Mineral nach seinem ersten Fundort und Typlokalität benannte.

## Klassifikation
In der mittlerweile veralteten Systematik der Minerale nach Strunz (8. Auflage) wird der Lengenbachit allgemein in der Abteilung der Sulfosalze geführt. Seit der Überarbeitung der Strunz’schen Mineralsystematik in der 9. Auflage ist auch diese Abteilung präziser unterteilt nach strukturellem Vorbild und der in der Zusammensetzung enthaltenen, chemischen Elemente. Das Mineral befindet sich jetzt entsprechend in der Abteilung „H. Sulfosalze mit SnS als Vorbild“ und dort als einziger seiner Gruppe in der Unterabteilung „F. Mit SnS und PbS archetyp strukturellen Einheiten“.
Die Systematik der Minerale nach Dana ordnet den Lengenbachit in die Abteilung der Sulfosalze mit dem Verhältnis 3<z/y<4 und der (allgemeinen) Zusammensetzung (A+)i(A2+)j[ByCz], wobei A = Metalle, B = Halbmetalle, C = Nichtmetalle entsprechen. Als einziger seiner Gruppe ist er dort in der unbenannten Gruppe 3.3.7 zu finden.

## Bildung und Fundorte
Das Mineral bildet sich unter hydrothermalen Bedingungen. Es kommt zusammen mit den Mineralen Pyrit, Sphalerit und Jordanit vor. Es sind bisher außer der Typlokalität im Binntal keine weiteren Fundorte bekannt.

## Kristallstruktur
Lengenbachit kristallisiert in einem triklinen Kristallsystem in der Raumgruppe P1 (Raumgruppen-Nr. 1) oder P1 (Nr. 2). Die Kristallstruktur besteht aus zwei verschiedenen Untereinheiten, von denen eine pseudotetragonal ist mit den Gitterparametern a=36,89 Å, b=5,842 Å und c=5,847 Å, α=90,0°, β=92,0° und γ=91,0°. Die zweite Unterzelle ist pseudohexagonal mit den Parametern a=36,89 Å, b=3,85 Å und c=6,38 Å, α=90,0°, β=90,0° und γ=91,0°.